# Státní znak Vatikánu
Státní znak Vatikánu obsahuje v červeném štítu papežské insignie – zkřížené klíče sv. Petra a tiáru. V této podobě je státní znak používán od vzniku Městského státu Vatikán v roce 1929.
Klíče jsou obrácené zuby ven a připomínají evangelium sv. Matouše ("…Tobě dám klíče od království nebeského"). Stříbrný klíč symbolizuje duchovní autoritu papeže na Zemi a také moc otvírat či vpouštět. Zlatý klíč naopak značí možnost zavírat, zadržovat a znamená také moc nad nebeským královstvím. Klíče jsou spojeny červenou stuhou, která má dokládat propojení obou mocí. Zkřížené klíče jsou symbolem papežství již od 14. století.
Nad klíči je umístěna zlato-stříbrná tiára – trojnásobná papežská koruna. Představuje trojí papežský úřad – učitelský, kněžský a pastýřský. Také tiára má svůj původ ve středověku.